# Salted Music

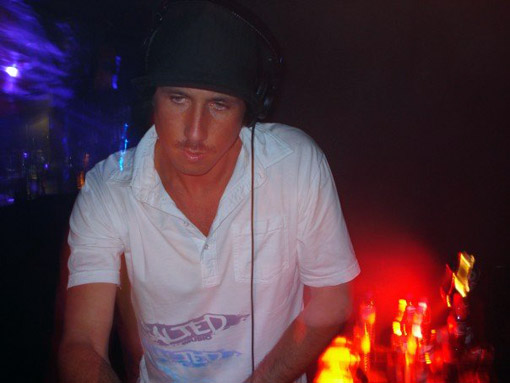
DJ y productor Miguel Migs,
fundador de Salted Music.

Salted Music es un sello de grabación de música dance, establecido en San Francisco, California fundado por el DJ y productor Miguel Migs en el año 2004.
El concepto tras Salted Music es, para Miguel Migs, tener un punto de referencia para proyectarse discográficamente y con visión de futuro. Salted Music engloba tanto a artistas emergentes como consagrados de similar estilo y trayectoria.
Los integrantes de Salted Music colaboran con diversos artistas de la escena electrónica tanto local como internacional lo que incluye el apoyo a organizaciones humanitarias como NextAid, una Organización sin fines de lucro establecida en Los Ángeles destinada a desarrollar e implementar soluciones innovadoras a los desafíos que enfrentan los niños del África.

## Artistas
- Miguel Migs
- Lisa Shaw
- Joshua Heath
- Chuck Love
- Yogi & Husky
- Phonic Funk
- Kaskade

## Producciones (Álbumes y EP)
- Phonic Funk - The Northern Lights EP. Vol. 1
- Fabio Tosti - Set Me Free EP
- Dutchican Soul - Get On Down
- Miguel Migs - Dubs and Rerubs
- Miguel Migs - Get Salted volume 2[2]
- Lisa Shaw - Like I Want To[3]
- Miguel Migs - The Flavor Saver EP Volume 2
- Yogi & Husky - Body Language EP
- Lisa Shaw - FREE[4]
- Miguel Migs - More Things EP
- Lisa Shaw - Music In You[5]
- Joshua Heath - Writers Block EP
- Miguel Migs feat. Sadat X - Shake It Up
- Miguel Migs - The Flavor Saver EP Volume 2[6]
- Sonny J Mason - Life Is The Music
- Miguel Migs - Those Things Remixed[7]
- Lisa Shaw - All Night High
- Yogi & Husky - The Random Soul EP
- Miguel Migs - Let Me Be
- Joshua Heath - The Turning Tables EP
- Miguel Migs feat. Lisa Shaw - Those Things
- Miguel Migs - Those Things[8]
- Miguel Migs - So Far
- Joshua Heath - The Coldcuts EP
- Miguel Migs - The Favor Saver EP Volume 1
- Chuck Love - Spread The Love
- Miguel Migs - Get Salted volume 1[9]
- Li'Sha Project - Feel
- Chuck Love - Frozen in Minneapolis
- Roomsa feat. Lady Sarah - Sunris
- Kaskade - Safe
- Miguel Migs feat. Li'Sha - Do It For You